# Saison 2007-2008 de l'ECHL
Saison précédente Saison suivante
La saison 2007-2008 est la vingtième saison de l'ECHL au terme de laquelle les Cyclones de Cincinnati remportent la Coupe Kelly en battant en finale les Wranglers de Las Vegas.

## Saison régulière
Avant le début de la saison régulière, deux formations cessent leurs activités : les Ice Dogs de Long Beach et le Storm de Toledo. Ces derniers le font après avoir été achetés par une équipe de Baseball locale qui demande la suspension du Storm pour deux saisons afin de pouvoir construire une nouvelle aréna.
Deux saisons après avoir suspendu leurs activités en raison de l'ouragan Katrina qui détruisit leur aréna, les Sea Wolves du Mississippi effectuent un retour. Une nouvelle équipe fait son apparition, les Jackals d'Elmira, qui évoluaient jusqu'alors dans la United Hockey League. Pour leur part, les Titans de Trenton sont achetés par les Devils du New Jersey de la Ligue nationale de hockey qui changent le nom du club pour celui de Devils de Trenton.
La ligue annonce l'apparition d'un nouveau trophée qui est remis au meilleur arbitre lors de la saison régulière. Le trophée Ryan Birmingham honore la mémoire de l'arbitre de 24 ans mort en mai 2007 à la suite d'un accident de voiture.

### Classement

#### Association américaine
| Clt   | Équipe                 | PJ | V  | D  | DP | DF | BP  | BC  | Pts |
| ----- | ---------------------- | -- | -- | -- | -- | -- | --- | --- | --- |
| +001, | Cyclones de Cincinnati | 72 | 55 | 12 | 1  | 4  | 292 | 178 | 115 |
| +002, | Jackals d'Elmira       | 72 | 41 | 24 | 3  | 4  | 245 | 219 | 89  |
| +003, | Royals de Reading      | 72 | 38 | 26 | 6  | 2  | 247 | 233 | 83  |
| +004, | Chiefs de Johnstown    | 72 | 29 | 31 | 6  | 6  | 201 | 229 | 70  |
| +005, | Bombers de Dayton      | 72 | 41 | 24 | 3  | 4  | 245 | 219 | 89  |
| +006, | Devils de Trenton      | 72 | 29 | 36 | 3  | 4  | 183 | 220 | 65  |
| +007, | Nailers de Wheeling    | 72 | 22 | 43 | 3  | 4  | 186 | 284 | 51  |

| Clt   | Équipe                          | PJ | V  | D  | DP | DF | BP  | BC  | Pts |
| ----- | ------------------------------- | -- | -- | -- | -- | -- | --- | --- | --- |
| +001, | Wildcatters du Texas            | 72 | 52 | 9  | 4  | 7  | 266 | 177 | 115 |
| +002, | Stingrays de la Caroline du Sud | 72 | 47 | 22 | 2  | 1  | 256 | 192 | 97  |
| +003, | Gladiators de Gwinnett          | 72 | 44 | 23 | 2  | 3  | 247 | 198 | 93  |
| +004, | Everblades de la Floride        | 72 | 39 | 25 | 4  | 4  | 230 | 198 | 86  |
| +005, | Inferno de Columbia             | 72 | 33 | 28 | 5  | 6  | 217 | 227 | 77  |
| +006, | Checkers de Charlotte           | 72 | 34 | 31 | 1  | 6  | 212 | 229 | 75  |
| +007, | Lynx d'Augusta                  | 72 | 32 | 35 | 1  | 4  | 200 | 223 | 69  |
| +008, | Sea Wolves du Mississippi       | 72 | 29 | 40 | 1  | 2  | 204 | 262 | 61  |
| +009, | Ice Pilots de Pensacola         | 72 | 19 | 44 | 4  | 5  | 157 | 263 | 47  |

#### Association nationale
| Clt   | Équipe                 | PJ | V  | D  | DP | DF | BP  | BC  | Pts |
| ----- | ---------------------- | -- | -- | -- | -- | -- | --- | --- | --- |
| +001, | Wranglers de Las Vegas | 72 | 47 | 13 | 5  | 7  | 244 | 179 | 106 |
| +002, | Falcons de Fresno      | 72 | 42 | 22 | 4  | 4  | 242 | 216 | 92  |
| +003, | Condors de Bakersfield | 72 | 26 | 37 | 2  | 7  | 230 | 280 | 61  |
| +004, | Thunder de Stockton    | 72 | 27 | 40 | 3  | 2  | 200 | 250 | 59  |

| Clt   | Équipe                   | PJ | V  | D  | DP | DF | BP  | BC  | Pts |
| ----- | ------------------------ | -- | -- | -- | -- | -- | --- | --- | --- |
| +001, | Salmon Kings de Victoria | 72 | 42 | 23 | 4  | 3  | 256 | 239 | 91  |
| +002, | Steelheads de l'Idaho    | 72 | 40 | 22 | 5  | 5  | 224 | 183 | 90  |
| +003, | Aces de l'Alaska         | 72 | 41 | 26 | 4  | 1  | 245 | 229 | 87  |
| +004, | Grizzlies de l'Utah      | 72 | 32 | 30 | 2  | 8  | 239 | 259 | 74  |
| +005, | RoadRunners de Phoenix   | 72 | 24 | 39 | 5  | 4  | 208 | 265 | 57  |

- En gras : qualifié pour les huitièmes de finale des séries
- En italique : qualifié pour le premier tour des séries

### Meilleurs pointeurs
| Joueur             | Équipe          | PJ | B  | A  | Pts | Pun |
| ------------------ | --------------- | -- | -- | -- | --- | --- |
| David Desharnais   | Cincinnati      | 68 | 29 | 77 | 106 | 18  |
| Jeff Campbell      | Gwinnett        | 65 | 26 | 65 | 91  | 42  |
| Travis Morin       | Caroline du Sud | 68 | 34 | 50 | 84  | 30  |
| Ash Goldie         | Victoria        | 70 | 40 | 43 | 83  | 24  |
| Benoit Doucet      | Elmira          | 71 | 31 | 52 | 83  | 96  |
| John McNabb        | Texas           | 71 | 32 | 50 | 82  | 87  |
| Josh Soares        | Alaska          | 61 | 36 | 45 | 81  | 85  |
| Pierre-Luc Faubert | Elmira          | 72 | 31 | 45 | 76  | 76  |
| Jeff Miles         | Columbia        | 68 | 29 | 47 | 76  | 48  |
| Derek Damon        | Floride         | 51 | 25 | 50 | 75  | 76  |

### Meilleurs gardiens
| Gardien          | Équipe          | PJ | Min   | V  | D  | DP | DF | BC  | BL | %Arr   | Moy  |
| ---------------- | --------------- | -- | ----- | -- | -- | -- | -- | --- | -- | ------ | ---- |
| Anton Khoudobine | Texas           | 27 | 1 549 | 20 | 1  | 1  | 3  | 51  | 3  | 93,4 % | 1,98 |
| Kevin Lalande    | Las Vegas       | 27 | 1 607 | 17 | 5  | 1  | 3  | 55  | 3  | 93,2 % | 2,05 |
| Davis Parley     | Caroline du Sud | 35 | 2 090 | 24 | 9  | 2  | 0  | 80  | 4  | 92,4 % | 2,3  |
| Craig Kowalski   | Gwinnett        | 44 | 2 574 | 29 | 11 | 0  | 2  | 100 | 2  | 92,3 % | 2,33 |
| Kellen Briggs    | Idaho           | 31 | 1 802 | 17 | 11 | 0  | 2  | 71  | 3  | 92 %   | 2,36 |

## Séries éliminatoires

### Premier tour
Un premier tour est joué pour des équipes de l'association américaine. Les équipes classées 4e et 5e de la division Nord se rencontrent au meilleur des 3 matchs. Les 4 premières équipes de la division Sud rencontrent une des 4 équipes suivantes au meilleur des 4 rencontres.
- Les Chiefs de Johnstown remportent leur série contre les Bombers de Dayton 2 parties à 0.
- Les Wildcatters du Texas remportent leur série contre les Sea Wolves du Mississippi 3 parties à 1.
- L'Inferno de Columbia remporte sa série contre les Everblades de la Floride 3 parties à 0.
- Les Gladiators de Gwinnett remportent leur série contre les Checkers de Charlotte 3 parties à 0.
- Les Stingrays de la Caroline du Sud remportent leur série contre les Lynx d'Augusta 3 parties à 2.

### Séries finales
|  | Huitièmes de finale             | Huitièmes de finale             | Huitièmes de finale             | Huitièmes de finale             |                        |                        | Quarts de finale | Quarts de finale | Quarts de finale | Quarts de finale |  |  | Demi-finales | Demi-finales | Demi-finales | Demi-finales |  |  | Finale de la Coupe Kelly | Finale de la Coupe Kelly | Finale de la Coupe Kelly | Finale de la Coupe Kelly |
|  |                                 |                                 |                                 |                                 |                        |                        |                  |                  |                  |                  |  |  |              |              |              |              |  |  |                          |                          |                          |                          |
|  |                                 |                                 |                                 |                                 |                        |                        |                  |                  |                  |                  |  |  |              |              |              |              |  |  |                          |                          |                          |                          |
|  | Cyclones de Cincinnati          | Cyclones de Cincinnati          | 4                               | 4                               |                        |                        |                  |                  |                  |                  |  |  |              |              |              |              |  |  |                          |                          |                          |                          |
|  | Cyclones de Cincinnati          | Cyclones de Cincinnati          | 4                               | 4                               |                        |                        |                  |                  |                  |                  |  |  |              |              |              |              |  |  |                          |                          |                          |                          |
|  | Chiefs de Johnstown             | Chiefs de Johnstown             | 0                               | 0                               |                        |                        |                  |                  |                  |                  |  |  |              |              |              |              |  |  |                          |                          |                          |                          |
|  | Chiefs de Johnstown             | Chiefs de Johnstown             | 0                               | 0                               | Cyclones de Cincinnati | Cyclones de Cincinnati | 4                | 4                |                  |                  |  |  |              |              |              |              |  |  |                          |                          |                          |                          |
|  |                                 |                                 |                                 |                                 | Cyclones de Cincinnati | Cyclones de Cincinnati | 4                | 4                |                  |                  |  |  |              |              |              |              |  |  |                          |                          |                          |                          |
|  |                                 |                                 | Royals de Reading               | Royals de Reading               | 3                      | 3                      |                  |                  |                  |                  |  |  |              |              |              |              |  |  |                          |                          |                          |                          |
|  | Jackals d'Elmira                | Jackals d'Elmira                | Royals de Reading               | Royals de Reading               | 3                      | 3                      | 2                | 2                |                  |                  |  |  |              |              |              |              |  |  |                          |                          |                          |                          |
|  | Jackals d'Elmira                | Jackals d'Elmira                |                                 |                                 |                        |                        |                  | 2                |                  |                  |  |  |              |              |              |              |  |  |                          |                          |                          |                          |
|  | Royals de Reading               | Royals de Reading               | 4                               | 4                               |                        |                        |                  |                  |                  |                  |  |  |              |              |              |              |  |  |                          |                          |                          |                          |
|  | Royals de Reading               | Royals de Reading               | 4                               | 4                               | Cyclones de Cincinnati | Cyclones de Cincinnati | 4                | 4                |                  |                  |  |  |              |              |              |              |  |  |                          |                          |                          |                          |
|  |                                 |                                 |                                 |                                 | Cyclones de Cincinnati | Cyclones de Cincinnati | 4                | 4                |                  |                  |  |  |              |              |              |              |  |  |                          |                          |                          |                          |
|  |                                 |                                 | Stingrays de la Caroline du Sud | Stingrays de la Caroline du Sud | 1                      | 1                      |                  |                  |                  |                  |  |  |              |              |              |              |  |  |                          |                          |                          |                          |
|  | Wildcatters du Texas            | Wildcatters du Texas            | Stingrays de la Caroline du Sud | Stingrays de la Caroline du Sud | 1                      | 1                      | 2                | 2                |                  |                  |  |  |              |              |              |              |  |  |                          |                          |                          |                          |
|  | Wildcatters du Texas            | Wildcatters du Texas            |                                 |                                 |                        |                        |                  | 2                |                  |                  |  |  |              |              |              |              |  |  |                          |                          |                          |                          |
|  | Inferno de Columbia             | Inferno de Columbia             | 3                               | 3                               |                        |                        |                  |                  |                  |                  |  |  |              |              |              |              |  |  |                          |                          |                          |                          |
|  | Inferno de Columbia             | Inferno de Columbia             | 3                               | 3                               | Inferno de Columbia    | Inferno de Columbia    | 2                | 2                |                  |                  |  |  |              |              |              |              |  |  |                          |                          |                          |                          |
|  |                                 |                                 |                                 |                                 | Inferno de Columbia    | Inferno de Columbia    | 2                | 2                |                  |                  |  |  |              |              |              |              |  |  |                          |                          |                          |                          |
|  |                                 |                                 | Stingrays de la Caroline du Sud | Stingrays de la Caroline du Sud | 3                      | 3                      |                  |                  |                  |                  |  |  |              |              |              |              |  |  |                          |                          |                          |                          |
|  | Gladiators de Gwinnett          | Gladiators de Gwinnett          | Stingrays de la Caroline du Sud | Stingrays de la Caroline du Sud | 3                      | 3                      | 2                | 2                |                  |                  |  |  |              |              |              |              |  |  |                          |                          |                          |                          |
|  | Gladiators de Gwinnett          | Gladiators de Gwinnett          |                                 |                                 |                        |                        |                  | 2                |                  |                  |  |  |              |              |              |              |  |  |                          |                          |                          |                          |
|  | Stingrays de la Caroline du Sud | Stingrays de la Caroline du Sud | 3                               | 3                               |                        |                        |                  |                  |                  |                  |  |  |              |              |              |              |  |  |                          |                          |                          |                          |
|  | Stingrays de la Caroline du Sud | Stingrays de la Caroline du Sud | 3                               | 3                               | Cyclones de Cincinnati | Cyclones de Cincinnati | 4                | 4                |                  |                  |  |  |              |              |              |              |  |  |                          |                          |                          |                          |
|  |                                 |                                 |                                 |                                 | Cyclones de Cincinnati | Cyclones de Cincinnati | 4                | 4                |                  |                  |  |  |              |              |              |              |  |  |                          |                          |                          |                          |
|  |                                 |                                 | Wranglers de Las Vegas          | Wranglers de Las Vegas          | 2                      | 2                      |                  |                  |                  |                  |  |  |              |              |              |              |  |  |                          |                          |                          |                          |
|  | Wranglers de Las Vegas          | Wranglers de Las Vegas          | Wranglers de Las Vegas          | Wranglers de Las Vegas          | 2                      | 2                      | 4                | 4                |                  |                  |  |  |              |              |              |              |  |  |                          |                          |                          |                          |
|  | Wranglers de Las Vegas          | Wranglers de Las Vegas          |                                 |                                 |                        |                        |                  | 4                |                  |                  |  |  |              |              |              |              |  |  |                          |                          |                          |                          |
|  | Thunder de Stockton             | Thunder de Stockton             | 2                               | 2                               |                        |                        |                  |                  |                  |                  |  |  |              |              |              |              |  |  |                          |                          |                          |                          |
|  | Thunder de Stockton             | Thunder de Stockton             | 2                               | 2                               | Wranglers de Las Vegas | Wranglers de Las Vegas | 4                | 4                |                  |                  |  |  |              |              |              |              |  |  |                          |                          |                          |                          |
|  |                                 |                                 |                                 |                                 | Wranglers de Las Vegas | Wranglers de Las Vegas | 4                | 4                |                  |                  |  |  |              |              |              |              |  |  |                          |                          |                          |                          |
|  |                                 |                                 | Aces de l'Alaska                | Aces de l'Alaska                | 1                      | 1                      |                  |                  |                  |                  |  |  |              |              |              |              |  |  |                          |                          |                          |                          |
|  | Steelheads de l'Idaho           | Steelheads de l'Idaho           | Aces de l'Alaska                | Aces de l'Alaska                | 1                      | 1                      | 0                | 0                |                  |                  |  |  |              |              |              |              |  |  |                          |                          |                          |                          |
|  | Steelheads de l'Idaho           | Steelheads de l'Idaho           |                                 |                                 |                        |                        |                  | 0                |                  |                  |  |  |              |              |              |              |  |  |                          |                          |                          |                          |
|  | Aces de l'Alaska                | Aces de l'Alaska                | 4                               | 4                               |                        |                        |                  |                  |                  |                  |  |  |              |              |              |              |  |  |                          |                          |                          |                          |
|  | Aces de l'Alaska                | Aces de l'Alaska                | 4                               | 4                               | Wranglers de Las Vegas | Wranglers de Las Vegas | 4                | 4                |                  |                  |  |  |              |              |              |              |  |  |                          |                          |                          |                          |
|  |                                 |                                 |                                 |                                 | Wranglers de Las Vegas | Wranglers de Las Vegas | 4                | 4                |                  |                  |  |  |              |              |              |              |  |  |                          |                          |                          |                          |
|  |                                 |                                 | Grizzlies de l'Utah             | Grizzlies de l'Utah             | 0                      | 0                      |                  |                  |                  |                  |  |  |              |              |              |              |  |  |                          |                          |                          |                          |
|  | Falcons de Fresno               | Falcons de Fresno               | Grizzlies de l'Utah             | Grizzlies de l'Utah             | 0                      | 0                      | 2                | 2                |                  |                  |  |  |              |              |              |              |  |  |                          |                          |                          |                          |
|  | Falcons de Fresno               | Falcons de Fresno               |                                 |                                 |                        |                        |                  | 2                |                  |                  |  |  |              |              |              |              |  |  |                          |                          |                          |                          |
|  | Grizzlies de l'Utah             | Grizzlies de l'Utah             | 4                               | 4                               |                        |                        |                  |                  |                  |                  |  |  |              |              |              |              |  |  |                          |                          |                          |                          |
|  | Grizzlies de l'Utah             | Grizzlies de l'Utah             | 4                               | 4                               | Grizzlies de l'Utah    | Grizzlies de l'Utah    | 4                | 4                |                  |                  |  |  |              |              |              |              |  |  |                          |                          |                          |                          |
|  |                                 |                                 |                                 |                                 | Grizzlies de l'Utah    | Grizzlies de l'Utah    | 4                | 4                |                  |                  |  |  |              |              |              |              |  |  |                          |                          |                          |                          |
|  |                                 |                                 | Salmon Kings de Victoria        | Salmon Kings de Victoria        | 1                      | 1                      |                  |                  |                  |                  |  |  |              |              |              |              |  |  |                          |                          |                          |                          |
|  | Salmon Kings de Victoria        | Salmon Kings de Victoria        | Salmon Kings de Victoria        | Salmon Kings de Victoria        | 1                      | 1                      | 4                | 4                |                  |                  |  |  |              |              |              |              |  |  |                          |                          |                          |                          |
|  | Salmon Kings de Victoria        | Salmon Kings de Victoria        |                                 |                                 |                        |                        |                  | 4                |                  |                  |  |  |              |              |              |              |  |  |                          |                          |                          |                          |
|  | Condors de Bakersfield          | Condors de Bakersfield          | 2                               | 2                               |                        |                        |                  |                  |                  |                  |  |  |              |              |              |              |  |  |                          |                          |                          |                          |
|  | Condors de Bakersfield          | Condors de Bakersfield          | 2                               | 2                               |                        |                        |                  |                  |                  |                  |  |  |              |              |              |              |  |  |                          |                          |                          |                          |
|  |                                 |                                 |                                 |                                 |                        |                        |                  |                  |                  |                  |  |  |              |              |              |              |  |  |                          |                          |                          |                          |

## Trophées
| Coupe Kelly :                            | Cyclones de Cincinnati                     |
| Coupe Henry Brabham :                    | Cyclones de Cincinnati                     |
| Trophée Gingher :                        | Cyclones de Cincinnati                     |
| Trophée Bruce Taylor :                   | Wranglers de Las Vegas                     |
| Trophée John Brophy :                    | Chuck Weber, Chuck Weber                   |
| CCM Vector Meilleur joueur de la Ligue : | David Desharnais, Cyclones de Cincinnati   |
| Meilleur joueur de la Coupe Kelly :      | Cédrick Desjardins, Cyclones de Cincinnati |
| Reebok Gardien de but de l'année :       | Anton Khoudobine, Wildcatters du Texas     |
| CCM Tacks Recrue de l'année :            | David Desharnais, Cyclones de Cincinnati   |
| Défenseur de l'année :                   | Peter Metcalf, Aces de l'Alaska            |
| Meilleur pointeur :                      | David Desharnais, Cyclones de Cincinnati   |
| Reebok Meilleur différentiel +/- :       | Chad Starling, Cyclones de Cincinnati      |
| Meilleur esprit sportif :                | Jeff Campbell, Gladiators de Gwinnett      |
| Trophée Ryan Birmingham :                | David Jones                                |